# Utterstenarna, Korsnäs
Utterstenarna är öar i Finland. De ligger i Bottenhavet och i kommunen Korsnäs i den ekonomiska regionen  Vasa i landskapet Österbotten, i den västra delen av landet. Öarna ligger omkring 51 kilometer sydväst om Vasa och omkring 350 kilometer nordväst om Helsingfors.
Arean för den av öarna koordinaterna pekar på är 10,6 hektar och dess största längd är 0,9 kilometer i nord-sydlig riktning. I omgivningarna runt Utterstenarna växer i huvudsak blandskog.